# Theodore B. Werner

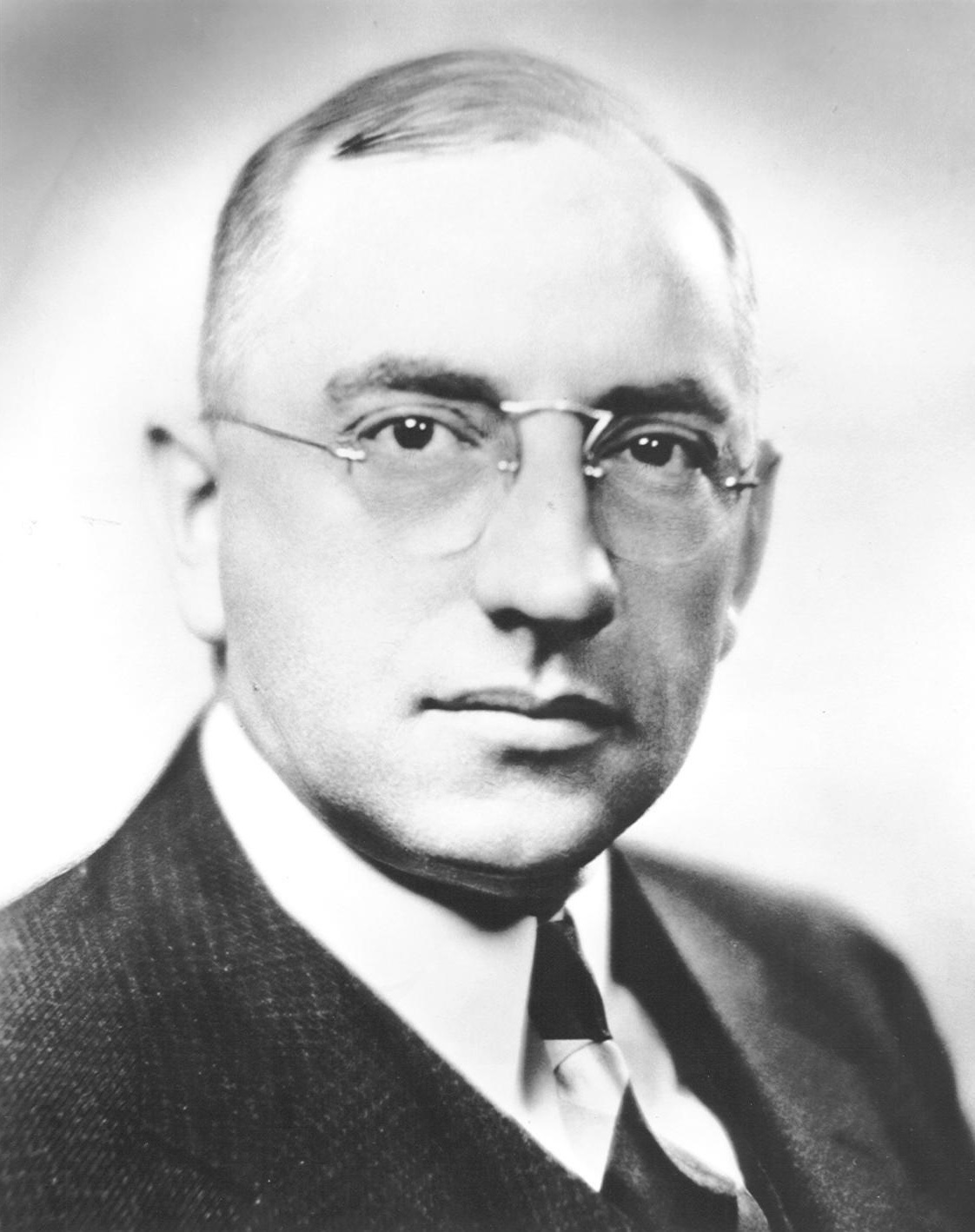
Theodore B. Werner (1947)

Theodore B. Werner (* 2. Juni 1892 in Ossian, Winneshiek County, Iowa; † 24. Januar 1989 in Rapid City, South Dakota) war ein US-amerikanischer Politiker.
Werner zog 1909 nach Rapid City in South Dakota. Dort betätigte er sich im Zeitungs- und Druckereigewerbe und war seit 1912 Redakteur sowie Herausgeber des Gate City Guide. Von 1915 bis 1923 war Werner Leiter einer Poststelle von Rapid City. In den Jahren 1929 und 1930 hatte er das Amt des Bürgermeisters der Stadt inne.
Nachdem Werner 1930 erfolglos für einen Sitz im Repräsentantenhaus der Vereinigten Staaten kandidiert hatte, gelang es ihm jedoch bei den nächsten Wahlen, in den Kongress gewählt zu werden. Dort vertrat der Demokrat vom 4. März 1933 bis zum 3. Januar 1937 den Bundesstaat South Dakota. Bei den Wahlen 1936 unterlag er dem Republikaner Francis H. Case. Danach arbeitete Werner wieder im Zeitungsgewerbe und setzte sich 1965 zur Ruhe.